# Musl
musl (マッスル) は、MITライセンスでリリースされているLinuxカーネルに基づいたオペレーティングシステム向けの標準Cライブラリである。
クリーンで、効率的で、標準に準拠した標準Cライブラリの実装を目標として、Rich Felkerによって開発された。

## 概要
musl は、効率的な静的リンクを可能にし、レースコンディションやリソースの枯渇による内部障害など、既存の実装に見られる様々なワーストケースを回避して、実時間品質の堅牢性を持つようにゼロから設計されている。
動的ランタイムは単一のファイルで、安定したABIによりレースフリーのアップデートが可能である。
また、静的リンクのサポートにより、アプリケーションは大きなサイズオーバーヘッドなしに単一のポータブルバイナリとして提供できる。
POSIX:2008とC99準拠であるとしている。
Linux、BSD、glibcの非標準な関数も実装されている。
muslを標準Cライブラリとして使用できるLinuxディストリビューションにはAlpine Linux、Dragora GNU/Linux-Libre、Gentoo Linux、Sabotage、Morpheus Linux及びVoid Linuxなどがある。
glibcにリンクされているバイナリの場合、gcompatを使用することでmuslベースのディストリビューションで実行できる。